# Narodowy Ruch Rewolucyjny
Narodowy Ruch Rewolucyjny (fr. Mouvement National Revolutionnaire) – nieistniejąca kongijska partia polityczna, działająca w trakcie reżimu Alphonse Massamba-Débat w latach 1964–1969. W grudniu 1969 roku została zastąpiona przez Kongijską Partię Pracy.
Była partią masową, zrzeszającą szerokie spektrum polityków.

## Historia
Partia ukonstytuowała się 20 lipca 1964 roku, według złożonych dokumentów główną ideą partii był naukowy socjalizm. Pierwszym sekretarzem partii został Ambroise Noumazalaye.
4 września 1968 Massamba-Débat został obalony w wyniku przewrotu wojskowego, jednocześnie do władzy doszedł Marien Ngouabi. 31 grudnia 1969 roku, kontynuatorką idei MNR została Kongijska Partia Pracy.

## Charakterystyka
Komitet Centralny partii, wybierany przez Kongres partii, spotykał się cztery razy do roku. Posiadała biuro polityczne, nazywane Conseil National de la Révolution, którego przewodniczący był również głową państwa. Założeniami partii były: wyeliminowanie neokolonializmu, walka z imperializmem, utrzymywanie stosunków dyplomatycznych i gospodarczych z blokiem wschodnim, promocja państwa świeckiego, a także utrzymanie znacjonalizowanej edukacji publicznej.